# Komunistická strana

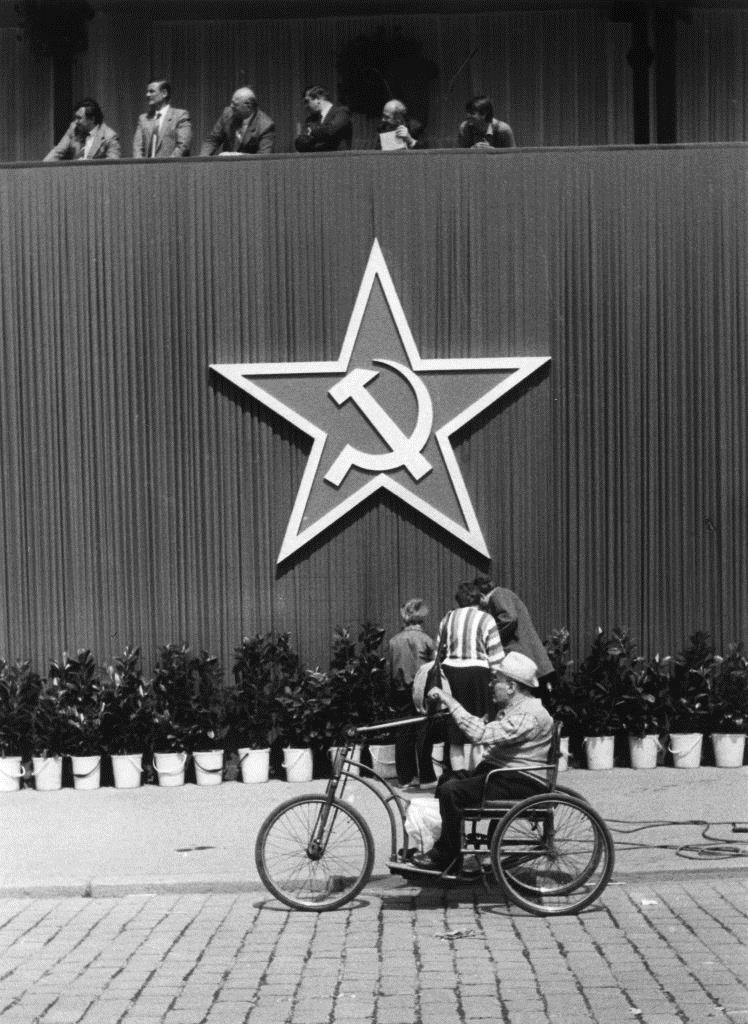
Funkcionáři Komunistické strany Československa na tribuně (1950).

Znak někdejší Komunistické strany Sovětského svazu.

Komunistická strana v širším smyslu je politická strana, která má ve své programu uskutečnění komunismu, tedy rovnostářské (beztřídní) solidární společnosti bez vykořisťování. Tato společnost se má řídit heslem „Každý podle svých schopností, každému podle jeho potřeb.“ V užším smyslu se tak označují strany vycházející z leninismu nebo na něj navazující.

## Komunistické strany v Česku
Přehled komunistických stran od roku 1921 do současnosti:
- Komunistická strana Československa – Václav Šturc
- Komunistická strana Československa (leninovci)
- Komunistická strana Československa – Jiří Vábr
- Neodvislá strana komunistická v Československu
- Komunistická strana Čech a Moravy
- Komunistická strana Československa – Československá strana práce
- Strana československých komunistů
- Komunistická strana česká 21

První významnou komunistickou stranou na českém území byla Komunistická strana Československa, s prvním předsedou Václavem Šturcem a pod pozdějším vedením Klementa Gottwalda, jež existovala v letech 1921 až 1992, kdy byla rozpuštěna. Komunistická strana Československa (leninovci) byla z ní odštěpená radikálně levicová strana v období první republiky, složená z kritiků nového vedení KSČ r. 1929. V jejím čele stál Alois Muna. Ještě před ní, v roce 1925 vznikla Neodvislá strana komunistická v Československu jako politická strana na území prvorepublikového Československa založená jako odštěpenecká komunistická formace okolo Josefa Bubníka, která se odtrhla od KSČ. Za oficiální následovnici KSČ se považuje Komunistická strana Čech a Moravy, přítomná od svého vzniku po pádu Východního bloku ve všech českých parlamentech, jejímž prvním předsedou byl doc. PhDr. Jiří Machalík, CSc. a současným předsedou (ne generálním tajemníkem) je JUDr. Vojtěch Filip. Radikálnější je neparlamentní Komunistická strana Československa, založená roku 1995 původně jako Strana československých komunistů generálním tajemníkem ÚV KSČ ing. Miroslavem Štěpánem a jejímž současným generálním tajemníkem je RSDr. Jiří Vábr. Gottwaldovská KSČ prošla na přelomu tisíciletí rozkolem a v roce 2001 se od ní odštěpila Komunistická strana Československa – Československá strana práce, jejímž předsedou je por. v. v. Ludvík Zifčák. V dubnu roku 2014 oznámil tajemník Krajského výboru KSČ Jihomoravského kraje, že spoluzakládá novou politickou stranu s názvem Komunistická strana česká 21.
Členové komunistických stran se mezi sebou oslovují titulem soudruh/soudružka. V době vlády Komunistické strany se toto oslovení používalo povinně při oficiálním styku. Podobně se komunističtí spolustraníci oslovují i v jiných jazycích:
- rusky: товарищ
- německy: Genosse (Genossin)
- francouzsky: camarade
- anglicky: comrade

## Komunistické strany ve světě

### Vládnoucí komunistické strany

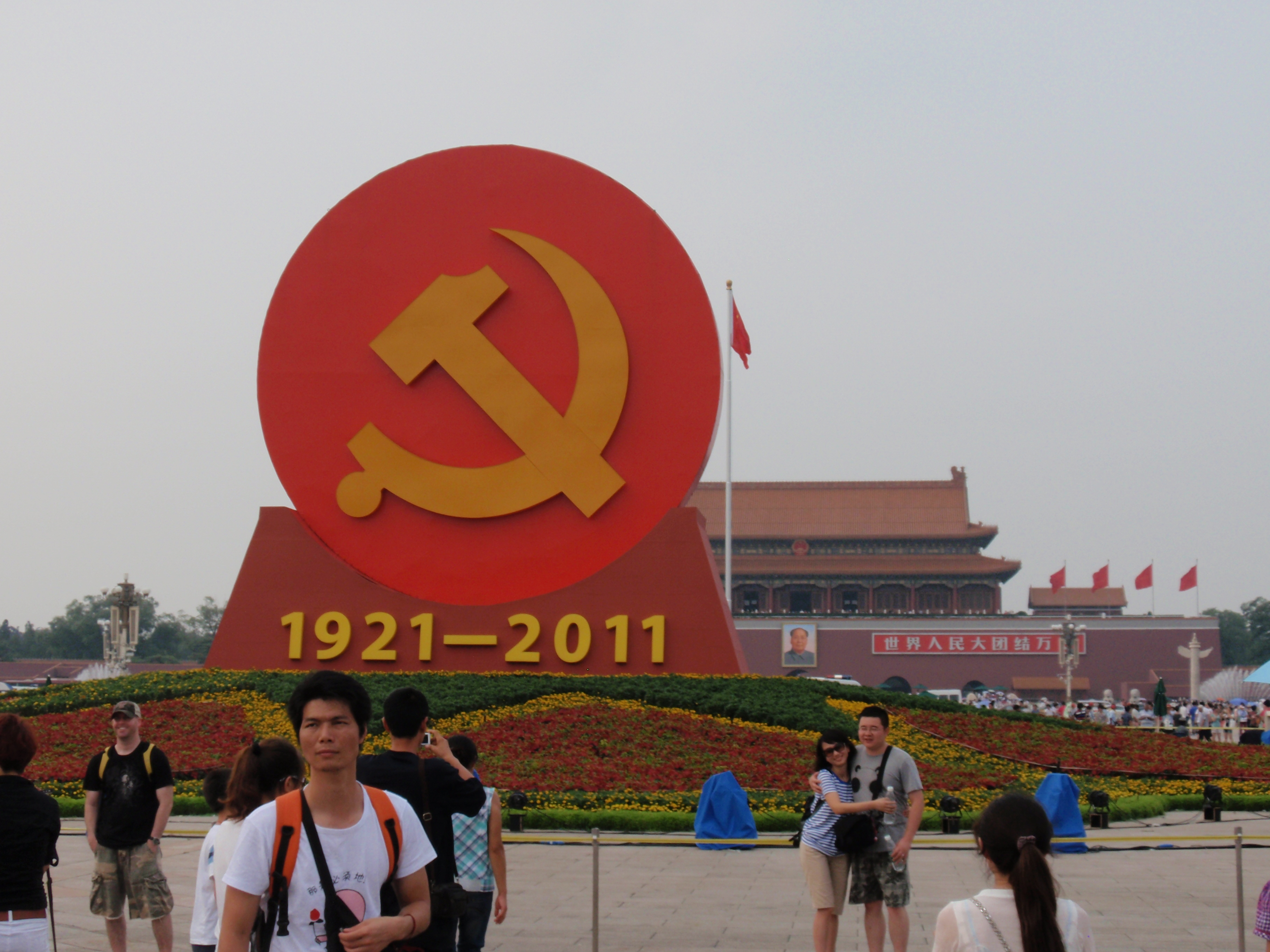
Oslava 90. výročí vzniku Komunistické strany Číny na Náměstí Nebeského klidu v Pekingu v roce 2011

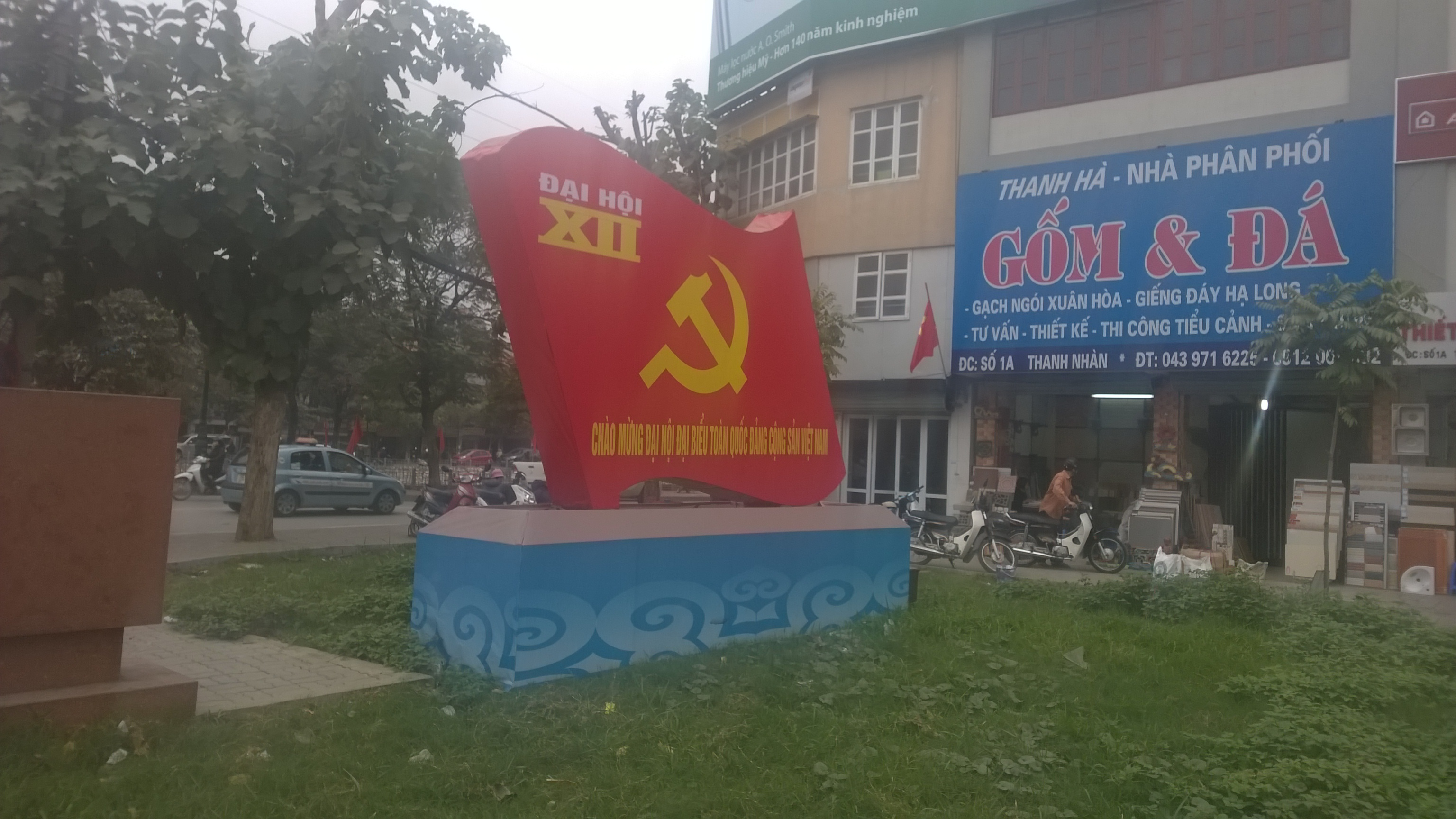
XII. sjezd Komunistické strany Vietnamu zasedal od 20. do 28. ledna 2016 v Hanoji

- Komunistická strana Číny
- Korejská strana práce
- Komunistická strana Kuby
- Lidová revoluční strana Laosu
- Komunistická strana Vietnamu

### Další komunistické strany
- Komunistická strana Brazílie
- Komunistická strana Bulharska
- Jihoafrická komunistická strana
- Pokroková strana pracujícího lidu (Kypr)
- Strana komunistů Moldavské republiky
- Komunistická strana Nepálu (maoisté)
- Komunistická strana Nepálu (sjednocení marxisté-leninisté)
- Komunistická strana Nepálu (spojená)
- Komunistická strana Nepálu (centrum jednoty – Mašal)
- Obnovená sanmarinská komunistická strana
- Syrská komunistická strana
- Komunistická strana Srí Lanky
- Komunistická strana Uruguaye
- Komunistická strana Albánie
- Alžírská strana pro demokracii a socialismus
- Komunistická strana Dánska
- Komunistická strana FinskaStoupenci Komunistické strany Indie v dubnu 2014

- Francouzská komunistická strana

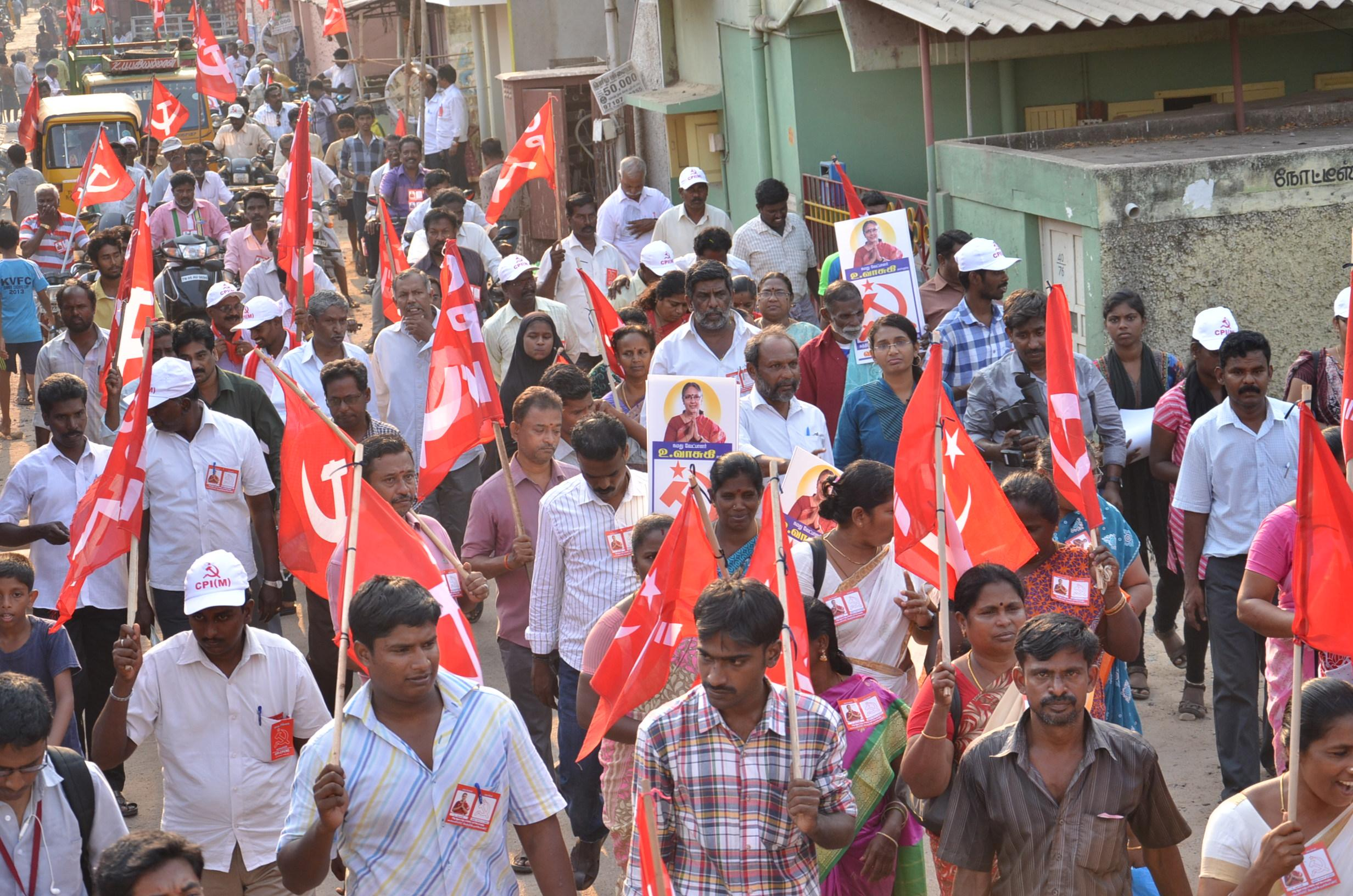
Stoupenci Komunistické strany Indie v dubnu 2014

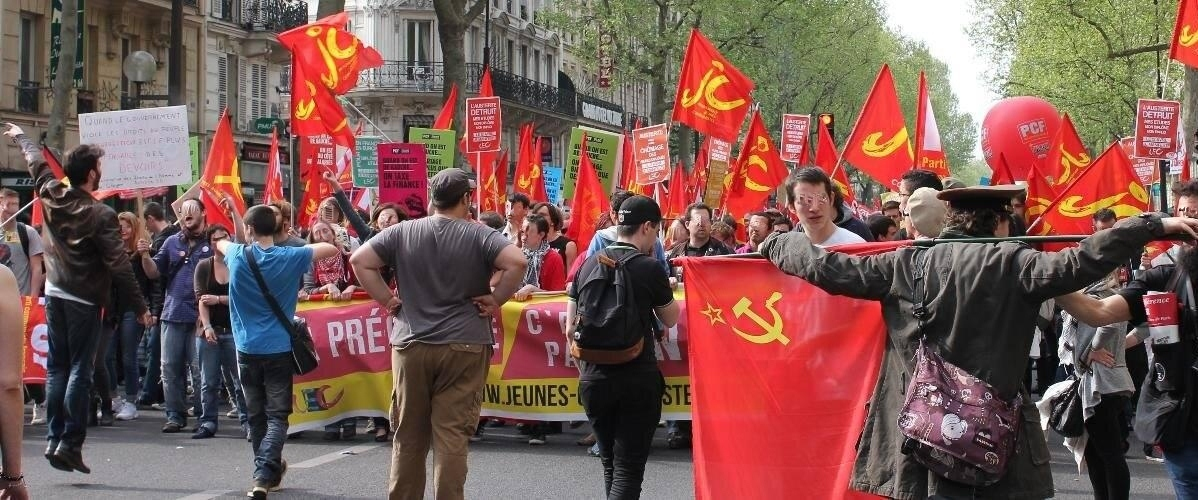
Hnutí mladých komunistů Francie (MJCF), kteří mají blízko k Parti communiste français, v červenci 2015

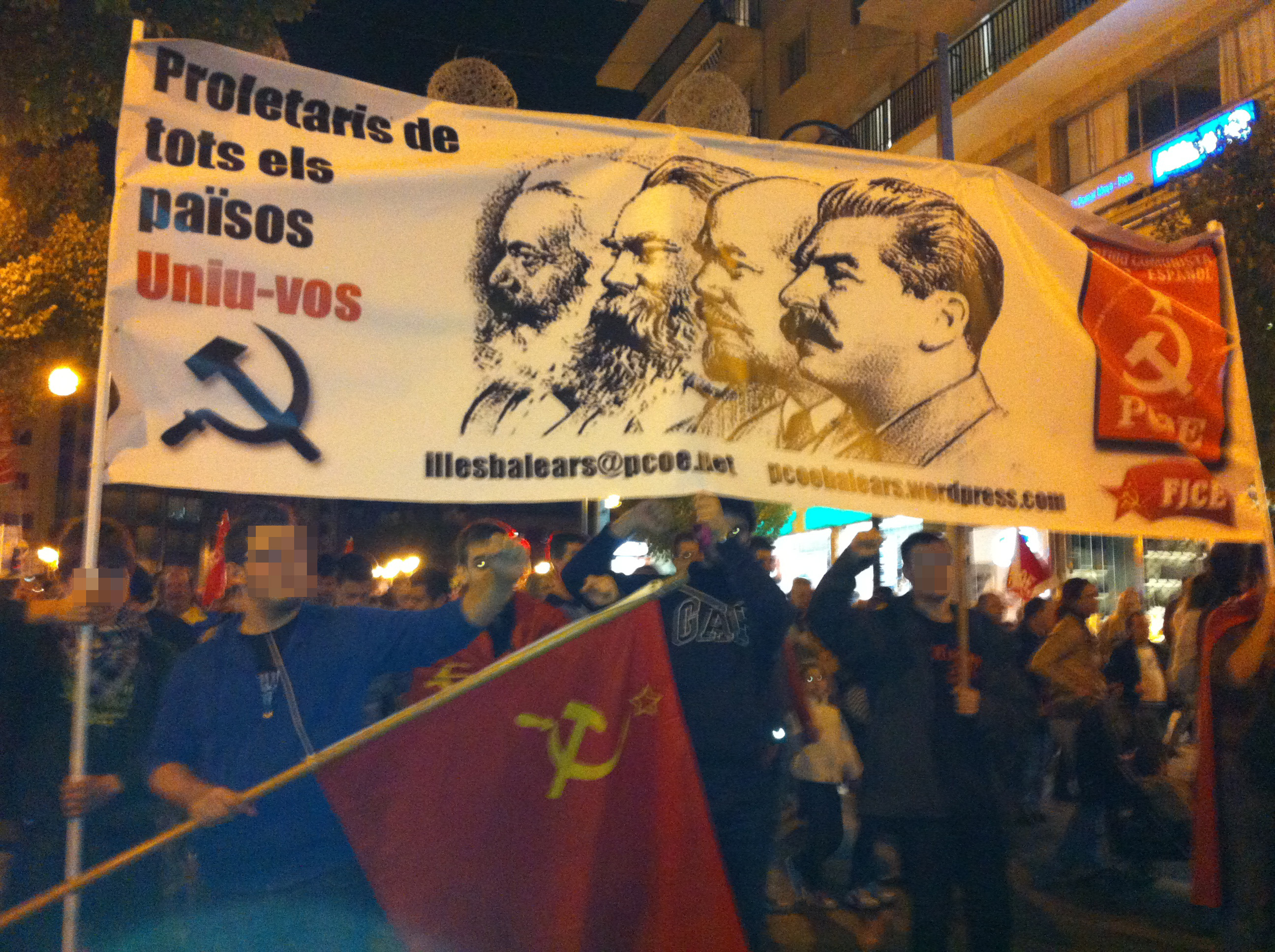
Členové Komunistické dělnické strany Španělska (PCOE) v Palma de Mallorca v listopadu 2012

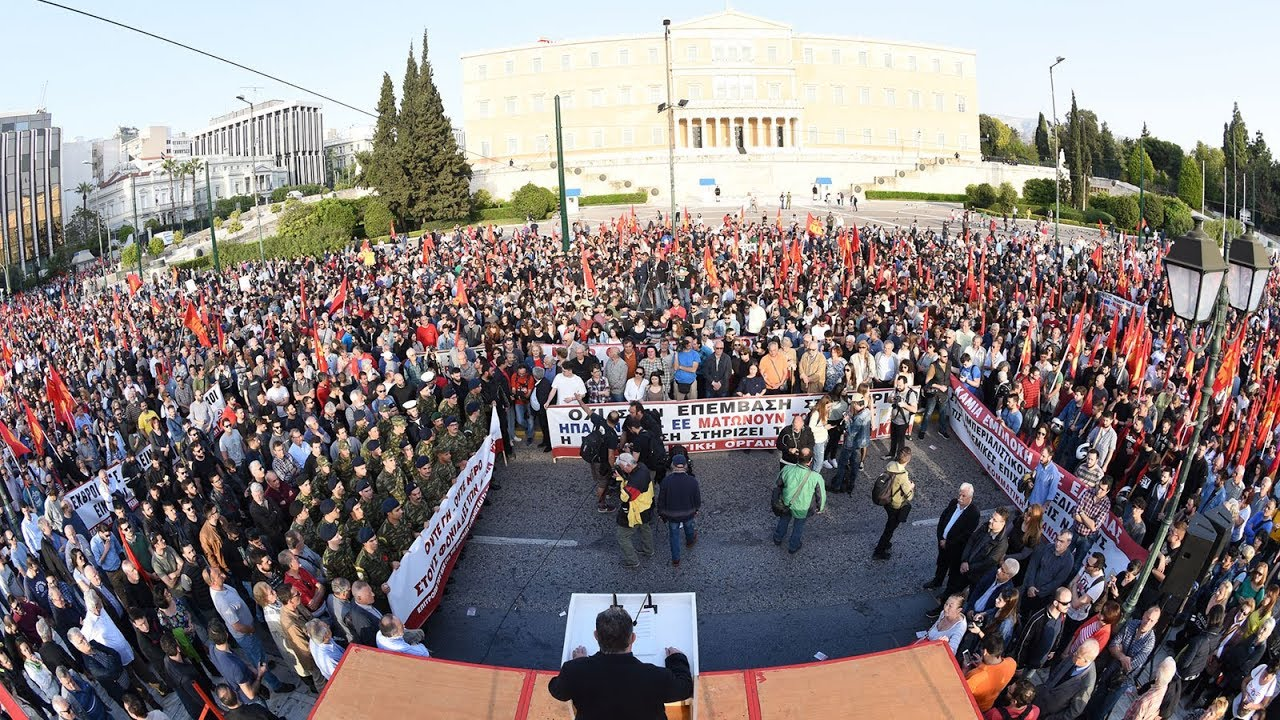
Stoupenci Komunistické strany Řecka (KKE) v dubnu 2018

- Pól komunistického obrození ve Francii
- Komunistická strana Indie
- Komunistická strana Indie (Marxistická)
- Strana komunistické obnovy (Itálie)
- Strana italských komunistů
- Dělnická komunistická strana Iráku
- Maki (Izrael)
- Japonská komunistická strana
- Komunistická strana Lesotha
- Libanonská komunistická strana
- Komunistická strana Lucemburska
- Komunistická strana Čech a Moravy
- Maďarská dělnická strana
- Nová komunistická strana Nizozemska
- Dělnická strana Nového Zélandu
- Komunistická strana Polska
- Portugalská komunistická strana
- Komunistická strana Rakouska
- Komunistická strana Ruské federace
  - Komunistická strana Sovětského svazu
  - Židovská sekce KSSS (Jevsekcija)
- Komunistická strana Řecka
- Komunistická strana Slovenska
- Komunistická strana Španělska
- Nová komunistická strana Jugoslávie (Srbsko)
- Komunistická strana Švédska
- Komunistická strana (Švédsko)
- Švýcarská strana práce
- Komunistická strana Turecka
- Marxisticko-leninistická komunistická strana (Turecko)
- Dělnická strana (USA)
- Komunistická strana Ukrajiny
- Komunistická strana USA
- Komunistická strana Velké Británie
- Komunistická strana Venezuely